# Església del Salvador de Matskhvàrixi
L'església del Salvador de Matskhvàrixi (en georgià: მაცხვარიშის მაცხოვრის ეკლესია), també coneguda com a Matskhvar (en svanetià: მაცხვარ), és un edifici medieval de l'Església ortodoxa georgiana, situat a la regió muntanyosa al nord-oest de la província de Svanètia, ara part del municipi de Mestia, regió de Samegrelo-Zemo Svaneti, a Geòrgia. És una església de planta de saló simple, àmpliament pintada al fresc per Mikael Maglakeli el 1140. Està inscrita en la llista dels Monuments Culturals destacats de Geòrgia.

## Situació
L'església del Salvador es troba al cim d'un pujol sobre l'assentament de Matskhvàrixi, a l'extrem oest de la comunitat Latali, en el que actualment és el municipi de Mestia, a 1.360 m sobre el nivell de la mar. Aquesta part de Svanètia era coneguda com a «Svanètia Lliure» al segle xix. L'església albergava una col·lecció d'articles romans d'Orient i georgians que van ser catalogats per l'erudit Ekvtime Taqaishvili durant la seva expedició a Svanètia el 1910.

## Descripció
Matskhvar és una església de saló, amb una girola annexada a la façana sud. Està construïda amb línies regulars de blocs de pedra calcària ben treballats. Dins de l'església, una espaiosa nau està dividida per un parell de pilastres de paret longitudinal de dos passos, de les quals sorgeix un sol arc, que sosté la volta. Està il·luminada per quatre finestres, una a l'altar, una altra a la paret oest i dues a la paret sud. Aquestes dues últimes estan disposades de manera inusual: la finestra occidental és sobre l'arc de la paret i la finestra sud sota. L'església té tres entrades, a l'est, sud i nord, de forma rectangular i coronades per un timpà arcat internament; unes fornícules flanquegen la finestra de l'altar. La girola va ser agregada a l'extrem sud de l'església en una data posterior. D'aquesta estructura només són originaris un altar i una arcada; va ser remodelada el 1986. Les parets exteriors són llises i una vegada van ser enlluïdes; la façana sud té vestigis d'antics frescs. La porta sud és una fusteria decorativa dels segles X-XI atribuïda per una inscripció a Ciríac Agiduliani.

## Frescs

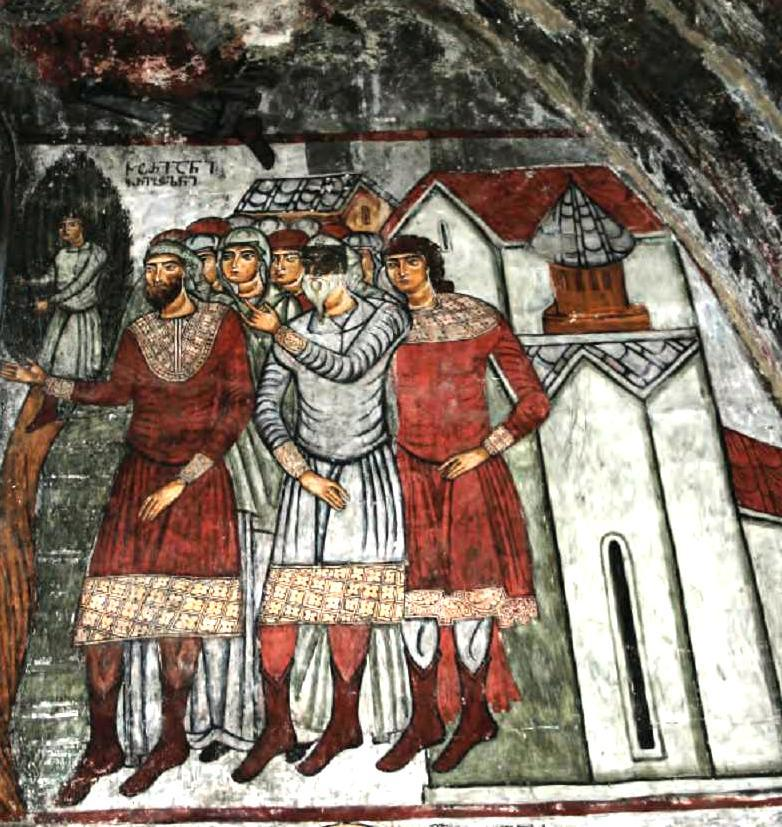
Detall d'un dels frescs de l'església

L'interior de l'església està completament pintat al fresc, però les pintures ara estan danyades. Els frescs estan datats per una inscripció del 1140 i s'atribueixen a Mikael Maghlakeli. L'altar està tradicionalment decorat amb la Diesi. Sota hi ha un grup d'apòstols, mentre que les parets de la nau i de l'altar contenen un cicle cristològic organitzat en tres registres, una sèrie de sants eqüestres, una imatge recurrent en l'art mural medieval de Svanètia. A l'arc occidental del mur nord hi ha una escena de coronació en què el rei Demetri I de Geòrgia (r. 1125-1156) es mostra sent simultàniament beneït per Crist, coronat per l'arcàngel Gabriel i cenyit amb una espasa per dos dignataris, eristavi (ducs), locals. L'historiador de l'art Antony Eastmond ha demostrat que la representació del coronament de Demetri celebra la creació del poder reial, a la vegada que emfasitza el paper de l'aristocràcia local.